# 拉尔莫尼哈德沙达尔乌帕齐拉
拉尔莫尼哈德沙达尔是孟加拉国的一个乌帕齐拉，位于朗布尔专区的拉尔莫尼哈德县。

## 地理
拉尔莫尼哈德沙达尔乌帕齐拉坐落于25°54′55″N 89°27′00″E / 25.9153°N 89.4500°E，总面积为259.54平方公里，提斯塔河流经该地区。

## 人口
据1991年孟加拉国人口普查，拉尔莫尼哈德沙达尔共有49935户人家，总计260876人口。其中男性占比51.52%，女性占比48.48%，成年人口为131281。该地7岁以上人口之平均识字率为27.7%，低于全国平均水平（32.4%）。